# Nudo siete y medio

Nudo siete y medio

El nudo siete y medio u ocho en línea (en inglés Directional figure eight o  Inline figure eight loop) es un nudo de carga práctico y resistente que trabaja en una sola dirección.
Se utiliza para formar una gaza en cualquier punto intermedio de una cuerda, por lo que se puede hacer sin tener acceso a los extremos. El nudo genera un punto de anclaje paralelo a la cuerda activa, que puede aguantar esfuerzo en la misma dirección que el firme de la cuerda. Muy parecido al nudo romano solo que más simple en su confección y de menor resistencia (reduce la resistencia de la cuerda aproximadamente en un 50%).